# 対レーダーミサイル

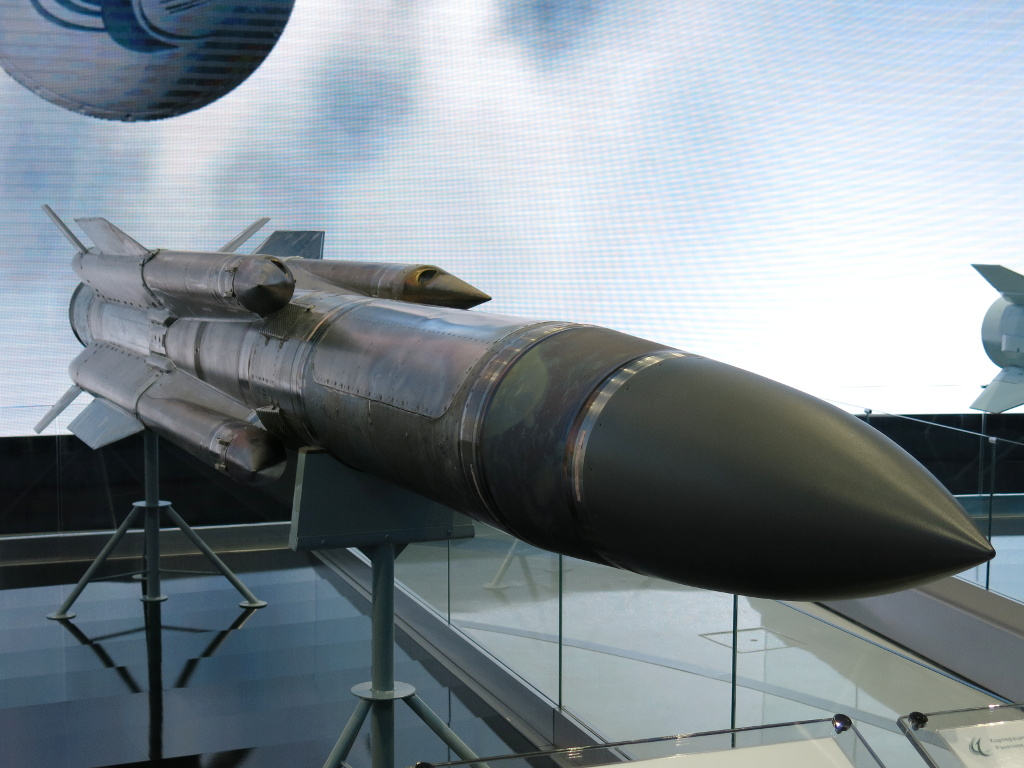
Kh-31対輻射源ミサイル

対レーダーミサイル（たいレーダーミサイル）とは、逐語訳では対輻射源ミサイル（たいふくしゃげんミサイル、英語: anti-radiation missile, ARM）といい、レーダーサイトや無線通信施設などから輻射されるレーダー送信波や通信信号を受信し、その輻射源（発信源）に指向し、これらを破壊するために使われるミサイルである。
ベトナム戦争時、アメリカ軍による北ベトナムへの攻撃において地対空ミサイル(SAM)による被撃墜が多く、SAMへの対応が喫緊の課題であった。そこでSAMによる防空陣地(SAMサイト)制圧のために、航空機搭載爆弾、ロケット弾、ナパーム弾、クラスター爆弾などを使用したミッションを開始した。初期のSAMサイト制圧ではSAMそのものを直接狙い撃つ事が出来なかったことから、敵地の面制圧が要求され、その点でロケット弾及びクラスター爆弾が有効であることが判明した。しかし、これらの兵器では、SAMサイトに接近し目視で目標を確認してから攻撃しなければならず、制圧ミッション中に逆に撃墜されることもあった。そこで、より安全圏から目標への直接攻撃可能な兵装が求められることとなった。その要求に応えるべく開発されたミサイルである。

## 概説
目標となるレーダーサイトや無線通信施設より発信される送信波や通信信号を検出し、その輻射源（発信源）に向かって指向するパッシブ・レーダー・ホーミング(PRH)誘導のミサイルである。対輻射源ミサイルが開発された当初の目的は、SAMサイトの火器管制レーダーを破壊することであったが、現在では警戒監視レーダー、GCIレーダー、航空交通管制(ATC)一次/二次レーダー、気象レーダーなどあらゆるレーダーを目標とし、無線通信施設やHOJ機能により妨害源に誘導することも可能である。（HOJ機能（妨害源追尾機能）：妨害波受信時、妨害波の受信強度が一番強い方位を特定し、そこへ指向する機能）
パッシブ誘導は目標となるレーダーの送信波を検出し、その受信強度がより強い方向に指向するため、目標への指向中にレーダー側が送信自体を停止してしまえば、目標を見失い指向できなくなるという弱点がある。その弱点を克服するために、発信源の位置メモリー機能、GPS等を併用した誘導方式の追加及び滞空捜索機能の追加等の改良を行ったミサイルも開発されている。
SAMの火器管制用レーダーに対して使用する場合、SAMの射程圏外から攻撃できるよう、可能な限り射程が長いことが望まれる。一般的に目標となるレーダーは非装甲で脆弱であり、弾頭破壊力を大きくしなくとも小型軽量な弾頭で破壊できるため、その分、ロケットモーター及びその推進剤に振り分けることができ、長射程化を実現している。

## 評価基準
対輻射源ミサイルを評価するうえで、次のような要素が評価基準となる。研究開発段階においては、これらを高いレベルで達成することが目標となる。しかし、対輻射源ミサイルの導入時においては、高性能であれば高価格であるため、予算と要求する性能とのバランスをとりつつ選択しなければならない。

### 最大射程
所定の高度で飛行する航空機が、どれだけ遠くのレーダーを攻撃できるか。
目標がSAMである場合は、SAMの射程よりARMの射程が長ければ長いほど発射母機は安全ということになる。
目標に最接近してからでないと発射できないのであれば、発射可能地点に到達するまでにレーダーの送信波を停止されたり、あるいは敵の警戒管制レーダーに捕捉されることとなり、発射母機が危険にさらされる。

### 速度
ミサイルがどれだけ速く目標に達することができるか。
ミサイルの飛翔速度が遅いと目標に到達するまでに時間がかかるため、時間的猶予が長くなり、レーダー側に送信波を停止する時間などの対策を与えてしまう。また目標がSAMの場合、発射されたミサイルよりARMが遅いと、ARMが敵のレーダーに着弾する前に航空機の方が先に撃墜されてしまう。ミサイルの飛翔速度が速いほど、レーダー側に対応することのできる時間的猶予は短くなり、目標の制圧は達成しやすくなる。

### 周波数覆域
広帯域の周波数の電波を探知することができるか。これはすなわち、どのくらい多くの種類のレーダーをミサイルが特定し、追跡、攻撃することができるかということを意味する。
一般的に、警戒管制レーダー及びGCIレーダーは低周波数帯（S〜Lバンド帯）、SAM射撃管制レーダー及びイルミネーターは高周波数帯（Xバンド帯）の電波を使用しているため、どちらのレーダーにも対応させようとすると受信帯域幅は広くなる。受信帯域幅が広くなるほど信号対雑音比（SN比）は低下するため、あらかじめ、目標とするレーダーの周波数帯域幅を限定し、ミサイルの受信機の調定を行わなければならない。

### パルス密度限界
シーカーが高密度の脅威環境で特定のレーダーを識別できるか。
シーカーは特定の目標を選択するため、多くのレーダーのパルス列の中から対象の特徴を分離し、断定することができなければならない。これにはパルスの特徴をより確実に見分ける処理のできるプロセッサが必要であり、分析したデータと照合するための大量のデータベースが必要となる。

### ECCM能力
デコイ（囮）による欺瞞に抵抗する能力があるか。
発射母機から指示されたレーダーと異なる位置にあるデコイを無視する機能や、HOJ機能のように妨害源そのものを目標として攻撃できる機能もECCM能力と言える。また、通常のARH（対輻射源誘導）シーカーの他に画像認識などにより、あらかじめ記憶した目標の形状のみに指向するシーカーを搭載する方法もある。

### 致死性
目標を確実に破壊できるか。
ARMの致死性が乏しければ、1つの目標に対してより多くのミサイルを発射しなければならず、航空機の危険も高まる上に不経済である。致死性はミサイルの命中精度と弾頭の効果及び飛翔速度によって決まる。ミサイルの命中精度が悪ければ、いくら弾頭が大きく破壊力があっても目標に損害を与えることができない、またミサイルの命中精度が高くても、弾頭が小さく破壊力がなければ目標に致命的な損害を与えることはできない。
ベトナム戦争において、AGM-45 シュライクは弾頭そのものが小さく、破壊力も小さかったため、地対空ミサイルのレーダーを完全に破壊するまでに至らず、早期に修復、戦線復帰するという事態が発生した。このため、AGM-78 スタンダードと併用し、必要に応じて、シュライクのマーカー機能（赤色発煙機能）を使用し、マーカーした場所にスタンダードを指向し、目標を制圧するという戦術をとった。
湾岸戦争においては、目標を完全に制圧するため、1つのレーダーサイトに対し少なくとも2発のHARMを指向させた記録がある。

### 電波封止対抗性
敵の電波封止に対応できるか。
ARMは基本的にパッシブ誘導であるため、輻射源（発信源）からの送信波が停止してしまうと、目標を見失い命中しない。そのため、発射前にRAWS等によりレーダー等の輻射源（発信源）の位置を標定し、標定した位置をミサイルに記憶させる。発射後は、INSにより誘導する。
近年では、GPSを用いてINSによる平面位置誤差と高度を修正し、命中精度を向上させる仕組みが実用化されている。INSのみの場合、ECMに強い反面、誘導誤差が蓄積してしまい、また、平面でしか誘導できないため、目標とするレーダーが高台にあると命中しないこともあった。

### 搭載可能数
航空機に何発搭載可能か。
ARM本体の重量と大きさに左右される。ARMの搭載量が減ればその分だけ、より多くの航空機を飛ばさなければならず、敵に発見されやすくなる。また、攻撃本隊の航空機の数も減ることになり、敵に決定的な打撃を与えられなくなる。

### 柔軟性
複数の発射モードがあるか。
いつも同じような経路でミサイルが飛翔すれば、敵に攻撃を予想され、防衛しやすくさせてしまう。飛翔経路の異なる発射モードが複数あれば、敵が防衛戦術を考案するのがより難しくなる。また、戦闘中に発生した不測の事態に対応するため、発射母機がミサイル飛翔中に目標を変更し、プログラムを切り替えることができれば、臨機応変に任務を実行できる。

### 隠蔽性
飛翔している痕跡を残さずに目標に到達することができるか。
大量の煙を吐きながら飛翔すれば、敵部隊に発見されミサイルの接近を知ることとなり、対策を講じられてしまう。
近年では、世界各国でミサイル飛翔時の低視認性を追求した無煙のロケットモーターの研究が行われ、噴射する煙の量が少ない無煙のロケットモーターを採用した各種ミサイルが運用されている。

### コスト・パフォーマンス
単位金額あたり何発購入可能で、調達費用に見合う戦果を挙げることが可能か。
低価格低性能のミサイルを大量に導入したり、少数の高性能なミサイルを導入しても、運用時の戦果が乏しければ共に金の無駄遣いとなる。そのため調達予算は、期待する戦果に見合うだけの性能をもつミサイルを選定し決定する。
AGM-88 HARMを例にとれば、1発あたり28万4,000USドル。湾岸戦争では、2,000発のAGM-88を使用（1991年当時の為替レートを1ドル=134円とすると1発約3,800万円で716億1,200万円。）AGM-88はコスト削減が大きな課題になっており、1割削減することができれば戦費の削減につながる。

### 発射母機搭載電子機器
発射母機はどのような電子機器を搭載しているか。
HTS（HARM Targetting System）、RHAWS（英: Radar Homing and Warning System）やELS（Emitter Locating System）のような高性能の電子機器を搭載していれば、精度の高い目標の位置とレーダーの種類を標定することが可能で、命中精度の向上につながる。しかし、RWR（Radar Warning Receiver）のような限定的な能力しか持たない電子機器であれば、ミサイルの性能が良くても命中精度は低下する。

### 信頼性
ミサイルの性能の有効性と維持経費のバランス。
ミサイルに限らず、兵装は常に運用前に故障している可能性はある。訓練時または作戦時、頻繁に故障するようでは運用できない。
そのため、過酷な環境下においても確実に機能することが要求され、その性能や品質を維持するためのメンテナンスにかかる費用も少ないほどよい。

## 主な対輻射源ミサイル
アメリカ合衆国
- AGM-122 サイドアーム
- AGM-45 シュライク
- AGM-78 スタンダードARM
- AGM-88 HARM

 イギリス
- ALARM

 ドイツ
- ARMIGER（開発中止）

 フランス
- AS37 マーテル
- ARMAT（英語版）

 ソビエト連邦/ ロシア
- Kh-27
- Kh-28（ロシア語版、英語版）
- Kh-31P
- Kh-58

 中国
- YJ-12
- YJ-91
- B611MR（英語版）

 ブラジル
- MAR-1（英語版、ポルトガル語版）